# سو تاونسند
سوزان ليليان تاونسند (بالإنجليزية: Sue Townsend)‏ (عضو الجمعية الملكية للأدب)، بالولادة سوزان جونستون، 2 أبريل 1946 -10 أبريل 2014)، كانت كاتبة وفكاهية إنكليزية ضمت أعمالها روايات ومسرحيات وأعمالًا صحافية. اشتهرت بابتكار شخصية أدريان مول. كانت تكتب سرًا حتى سن الرابعة عشر، اشتهرت تاونسِند بداية بمسرحياتها، إذ ظهرت شخصيتها الفريدة لأول مرة في دراما إذاعية، ولكن سرعان ما امتد عملها إلى مجالات أخرى. في ثمانينيات القرن الماضي حققت نجاحًا كبيرًا، إذ باعت من كتباها أدريان مول أكثر من أي كتاب خيالي آخر في بريطانيا خلال ذلك العقد. تضم هذه السلسلة تسعة كتب، تأخذ طابع مذكرات شخصية. تسرد الكتب الأولى حياة صبي بسن المراهقة خلال فترة ولاية مارجريت تاتشر، لكن السلسلة تصور في النهاية أدريان مول في منتصف العمر. كان كتاب الملكة وأنا (1992) عملًا آخر حظي بشعبية جيدة، وكان متنفسًا لمشاعرها الجمهورية، على الرغم من تعاطفها مع العائلة الملكية. تحول كل من كتاب أدريان مول والملكة وأنا إلى أعمال مسرحية لاقت نجاحًا في مسارح وست إند في لندن. 
كانت تاونسنِد فقيرة حتى فترة الثلاثينيات من عمرها، واستخدمت أحداث تجاربها الحياتية في أعمالها. في سنواتها الأخيرة، عانت من وعكات صحية، تضمنت مرض السكري الذي زاد لديها في منتصف الثمانينيات من القرن العشرين، وعانت في سنواتها الأخيرة من مشاكل جسيمة في البصر والتنقل.

## نشأتها
ولدت تاونسِند في مستشفى التوليد في كوزاي لين، ليستر، وكانت الكبرى بين ثلاث فتيات. عمل والدها في مصنع للمحركات النفاثة قبل أن يصبح ساعي بريد، وكانت والدتها تعمل في بوفيه مصنع. التحقت بمدرسة غلين هيلز الابتدائية عندما كانت سكرتيرة المدرسة السيدة كلاريكوتز، وهو الاسم الذي استخدمته لسكرتيرة المدرسة في كتب أدريان مول.
عانت في سن الثامنة من النكاف ما ألزمها البقاء في المنزل، فاشترت لها والدتها مجموعة كتب جاست ويليم من السوق المستعملة، وقرأتها تاونسِند بشغف. قالت لاحقًا إن شخصية ويليم براون كان لها أثر على أشهر أعمالها.
بعد رسوبها في امتحان 11+، التحقت تاونسِند بمدرسة ساوث ويستن الثانوية. أثناء طفولتها، شهدت جريمة قتل زميلتها بالمدرسة أثناء لعبها فوق الشجرة مع أقرانها، ولكن لم يصدق الناس أولئك الأطفال.

## زواجها الأول وعملها قبل الكتابة
في سن الرابعة عشر تركت تاونسِند المدرسة وعملت في عدة وظائف منها عاملة في محطة وقود وموظفة استقبال. أتاح لها عملها في محطة الوقود فرصة للمطالعة بين أوقات خدمة العملاء.
تزوجت من كيث تاونسِند في 25 إبريل 1964، كان لهما ثلاثة أبناء تحت سن الخامسة قبل أن تصبح تاونسِند في سن الثالثة والعشرين (شون، دانيل، وفيكتوريا). عام 1971، انفصل الزوجان وأصبحت أمًا عزباء. في هذه المرحلة عانت تاونسِند وأطفالها من مشقة كبيرة. في حلم السيد بيفان (1989)، وهو كتاب قصير من سلسلة كونتيربلاستس، روت تاونسند تجربة حصلت عندما كان أكبر أطفالها في الخامسة من عمره؛ نظرًا لان إدارة الضمان الاجتماعي لم تتمكن من إعطائها حتى 50 جنيه لتدبير أمورها، وأُجبرت على إطعام أطفالها علبة بازلاء ومكعبات مرقة الدجاج كوجبة عشاء. جمعت تاونسِند زجاجات جعة كورونا المستعملة لتسترد 4 بنسات عن الواحدة لإطعام أطفالها.
في عمر الثالثة عشر تساءل ابنها في يوم الأحد عن عدم ذهابهم إلى حدائق الحيوان في نهايات الأسبوع مثل باقي العائلات. في وقت لاحق بدأت بسلسلتها أدريان مول، التي أخذت منظور الحياة من خلال عيون المراهقين ولكن بطريقة كوميدية.
اختارت تاونسِند البحث في عالم المراهقين، وبدأت بالانضمام إلى أندية اليافعين كمنظمة متطوعة، وتدربت لتصبح عاملة في هذا المجال. أثناء عملها كمشرفة في ملعب للمغامرات، لاحظت رجلًا يصنع الزوارق بالقرب منها، ولأنه كان متزوجًا لم تتحدث إليه، حدث هذا قبل عام من أن يسألها للخروج معه في موعد. في دورة التجديف التقت بزوجها الثاني، كولين برودواي، وتزوجا في 13 يونيو 1986، وأصبح والد طفلتها الرابعة، إليزابيث. بعد ذلك، حبلت مرتين، ولكنها خضعت للإجهاض، ورأت لاحقًا أن إجهاضها لم يكن قرارًا صائبًا. كتبت رواية الأطفال الأشباح (1997) بناء على هذه التجارب.

## الانتقال للعمل في الكتابة
شجعها شريكها الجديد للانضمام إلى مجموعة من الكتاب في مسرح فينيكس، ليستر، في عام 1978، عندما كانت في أوائل الثلاثينيات من عمرها. كانت خجولة في البداية، لم تكتب أي شيء لمدة ستة أسابيع، لكنها مُنحت أسبوعين لكتابة مسرحية. كتبت مسرحية وومبيرانغ (1979) ومدتها 30 دقيقة، وتدور أحداثها في غرفة الانتظار ضمن قسم للأمراض النسائية. في فينيكس، أصبحت كاتبة مقيمة. خلال هذه الفترة، وجهها العديد من مخرجي المسرح ومنهم إيان غيلز وسو بوميروي، والتي أخرجت عددًا من مسرحياتها بما في ذلك ويمببرانغ، ودايروم، وغروبينغ فور ووردس. قُدمت أيضًا لويليام آش، رئيس مجلس إدارة سوهو بولي (مسرح سوهو حاليًا)، الذي لعب دورًا مهمًا في صقل حياتها المهنية في البداية. التقت بالكاتبة والمخرجة كارول هايمان على سلالم مسرح سوهو بولي، وأنتجت معها العديد من الأعمال المسرحية لمسرحي رويال كورت وجوينت ستوك، مثل مسرحيات بازار وروماج وذا غريت سيليستيال كاو. شاركت لاحقًا في كتابة مسلسلين للتلفاز »المأوى» و «الأيكة».
عند كتابة أول كتاب من سلسلة أدريان مول، كانت تاونسِند تعيش في مقاطعة إيريس مونسيل، بالقرب من المنزل الذي نشأ فيه الكاتب المسرحي جو أورتن. وقالت إن  سلسلة مول خطرت في ذهنها عندما قال ابنها الأكبر: لماذا لا نذهب إلى حدائق الحيوانات مثل بقية العائلات. وكان هذا السطر الوحيد المأخوذ من حوارات عائلتها في هذه السلسلة، لأنه أيقظ فيها مشاعر إحساس المراهقين بالقهر.

## نجاح أدريان مول
نُشرت أول قصتين لها في مجلة شاركت تاوسند في تحريرها وإنتاجها، وتضمنتا الشخصية التي كانت تسمى آنذاك نايجل مول. قدم لها الممثل نايجل بينيت المساعدة وشجعها على الاستمرار بالعمل وأرسل السيناريو لجون تيدمان، نائب رئيس بي بي سي راديو دراما. اشتهرت الشخصية لأول مرة في مسرحية إذاعية اسمها يوميات نيجل مول البالغ من العمل ثلاثة عشر عامًا وربع، وبثت على راديو بي بي سي 4 في رأس سنة 1982.
سمع أحد العاملين في دار نشر ميثيون البث، وكلف تاونسِند بكتابة أول كتاب، اليوميات السرية لأدريان مول، والذي صدر في سيبتمبر في العام ذاته. أصر الناشر على تغيير اسم نايجل بسبب التشابه مع نايجل مولسورث، شخصية التلميذ التي كتبها رونالد سيرل وجيفري ويلانز. بعد شهر من صدور الكتاب، تصدرت سو قائمة أصحاب الكتب الأكثر مبيعًا وباعت مليون نسخة بعد عام. تم عرض الإصدار المسرحي لأول مرة في ليستر، وعُرض على مسرح وايندهم لأكثر من عامين. اعتبر الكثير أن الكتابين الأولين واقعيين ويملكان حس الدعابة داخل حياة صبي مراهق. كما استولوا على شيء من روح العصر البريطاني في عهد تاتشر.
استوحت تاونسند قصة كتاب ذا غروينغ بينز أوف أدريان مول (1984) من تجارب أطفالها في مدرسة ماري لينوود في ليستر. استوحت شخصيات بعض المدرسين في الكتاب (مثل السيدة فوسينغتن غور والسيد دوك) من الموظفين الذين عملوا في المدرسة في أوائل الثمانينات. عندما أصبح الكتاب عملًا تلفزيونيًا، صُوّر أغلبه في مدرسة قريبة من تلك المدرسة. أُغلقت مدرسة ماري لينوود عام 1997.
تحول الكتابان إلى مسلسل تلفزيوني بُث في عاملي 1985 و1987.

## روابط خارجية
- سو تاونسند على موقع IMDb (الإنجليزية)
- سو تاونسند على موقع ميوزك برينز (الإنجليزية)
- سو تاونسند على موقع ديسكوغز (الإنجليزية)